# فيليبي مورا
فيليبي مورا (بالإسبانية: Felipe Mora)‏ (و. 1993  م) هو لاعب كرة قدم، ومدرب كرة القدم، من تشيلي، ولد في سانتياغو، مركز لعبه هو مهاجم.

## روابط خارجية
- فيليبي مورا على موقع الاتحاد الدولي (مؤرشف)  (الإنجليزية)
- فيليبي مورا على موقع الدوري الأمريكي (الإنجليزية)
- فيليبي مورا على موقع قاعدة بيانات كرة القدم.إي يو (الإنجليزية)
- فيليبي مورا على موقع ناشيونال فوتبول تيمز (الإنجليزية)
- فيليبي مورا على موقع Soccerway.com (الإنجليزية)
- فيليبي مورا على موقع AS.com (الإسبانية)